# Петропавловський Сергій Дмитрович
Сергій Дмитрович Петропавловський (1886, село Василівське Пошехонського повіту Ярославської губернії, тепер Ярославської області, Російська Федерація — 7 травня 1942, місто Казань, тепер Татарстан, Російська Федерація) — радянський партійний діяч, історик, відповідальний секретар Кримського обласного комітету РКП(б).

## Біографія
Два роки навчався в церковнопарафіяльній школі, потім поступив до підготовчого класу гімназії в місті Вологді.
З 1904 року, навчаючись у восьмому класі Вологодської гімназії, розповсюджував соціал-демократичну літератури, писав та друкував на гектографі листівки, організовував нелегальні учнівські гуртки. Член РСДРП(б) з 1904 року.
Брав активну участь у російській революції 1905—1907 років, проводив пропагандистську роботу в залізничних майстернях Вологди. У 1905 році переїхав до Санкт-Петербурга, де провадив під псевдонімом «Ніколай» нелегальну агітаційну діяльність на фабриках і в робітничому клубі.
За революційну діяльність був заарештований царською владою, перебував у в'язниці. Після звільнення під заставу із ув'язнення емігрував до Франції, у 1916 році переїхав до міста Лозанни в Швейцарії.
З кінця 1917 по 1919 рік працював завідувачем інформаційного відділу російської радянської місії в Швейцарії, проводив роботу серед російських військовополонених.
У лютому 1919 року переїхав до Москви, де працював відповідальним організатором, пропагандистом та агітатором при Рогозько-Симонівському районному комітеті РКП(б) міста Москви.
З липня 1919 року — заступник комісара, комісар перших радянських Московських кулеметних курсів у Кремлі (першої радянської об'єднаної школи імені ВЦВК).
З жовтня 1921 року працював в історико-партійному архіві при ЦК РКП(б), брав участь у підготовці монографії «Історія РКП(б) від Лютневої до Жовтневої революції 1917 року».
Потім перебував на відповідальній партійній роботі в Царицинському губернському комітеті РКП(б), був завідувачем відділу Сибірського бюро ЦК РКП(б).
7 серпня 1925 — 30 серпня 1927 року — відповідальний секретар Кримського обласного комітету РКП(б).
З 1929 року — на профспілковій роботі в Спілці металістів СРСР.
На початку 1930-х років працював у секторі електрифікації та розміщення виробничих сил Держплану СРСР, обирався секретарем партійної організації Держплану СРСР.
У 1935—1938 роках — вчений секретар Відділення технічних наук Академії наук СРСР; референт президента Академії наук СРСР Володимира Леонтійовича Комарова.
З квітня 1938 року — виконувач обов'язки старшого наукового співробітника Інституту історії Академії наук СРСР, секретар партійного бюро ВКП(б) Інституту історії АН СРСР.
Учасник німецько-радянської війни, був добровольцем народного ополчення Москви, військовим комісаром госпіталю. Помер від поранень 7 травня 1942 року у військовому евакогоспіталі № 1311 у місті Казані Татарської АРСР та похований на арському цвинтарі.